# István II Csák
 (décembre 2018).
István II Csák (en hongrois : Csák nembeli (II.) István) est un homme politique autoritaire et militaire hongrois qui fut notamment ispán du comitat forestier de Bakony (bakonyi erdőispán) de Bakony en 1280.

## Biographie
Né dans la branche Trencsén de la gens Csák, István II Csák est le second fils de Márk I Csák, comte (ispán) de Hont et cousin de l'oligarque Maté III Csák
István eu quatre enfants : Márk II ; Petér III, qui devint maître des écuries royales entre 1314 et 1317; István et une fille, qui se maria avec Roland III Rátót, fils du palatin Roland II Rátót.
István ainsi que ses descendants étaient propriétaires de terres près de l'ancienne propriété de la gens Csákvár tandis que leur cousin, Maté III Csák prit possession des comtés du nord-ouest du royaume de Hongrie. Oligarque le plus puissant du royaume, Maté III Csák y règna de facto indépendamment du pouvoir royal et y usurpa de nombreuses prérogatives royales. 
À l'instar de son cousin, István tenta également d'être indépendant du pouvoir central, étendant son influence sur les territoires qui juxtaient ses possessions et investissant notamment le Château de Csókakő. Ses méthodes d'expansion étaient connues pour être violentes : André III de Hongrie dit même de lui qu'il fut un « puissant tyran du royaume » (fortissimus tirannus regni nostri) lorsqu'il captura et emprisonna, en 1295, les membres de la famille Süttői, de la branche Szák du comté de Esztergom. En 1301, Henri, abbé de Bakonybél, en appela d'ailleurs au roi face à l'oppression de István entrepris sur le comté de Veszprém.
Six ans plus tard, le chapitre de Esztergom protesta également contre lui, occupant par la force Gyermely, Epöl and Dorog, terres du prévôt de l'archidiocèse, depuis 20 ans.
Les intérêts économiques de István furent différents de ceux de ses cousins : Il acquit des terres au sud du Danube tandis que Maté III et Csák établissaient leurs territoires au nord du fleuve. Ainsi, comme le montre la généalogie, István donna naissance à la branche transdanubienne au sein de la branche Trencsén. Il obtint Kobersdorg (Kabold) et le comté de Sopron en tant que présent royal, ainsi que les châteaux de Bátorkő et de Csesznek dans le comté de Veszprém, le château de Gesztes dans le comté de Komárom et Bajó dans le comté de Esztergom. Cette séparation territoriale excluait ainsi la possibilité d'un conflit entre István et ses cousins.
Initialement, ces derniers empruntaient la même ligne politique : en effet, ils ont rejoint ensemble l'opposition contre le roi André III et la dynastie Árpád. En juin 1300, les familles Bossányi, Barlaus and Irizlaus attaquèrent les possessions de l'un des cousins de István sur ordre du roi. Ces armées pillèrent également les territoires de ce dernier.
Cependant, après l'extinction de la dynastie Árpád avec la mort du roi André III en 1301, les deux branches de la famille Csák prirent des voies distinctes. Durant les prémices de la guerre de succession, István apporta son soutien à Charles Robert d'Anjou-Sicile, fils de Charles II de Naples, qui revendiquait ses droits au trône de Hongrie, tandis que Maté III était un partisan de Vaclav III de Bohême. En septembre 1302, István conduisit l'armée de Charles afin d'occuper le château de Buda, la résidence de Vaclav. Cependant, le siège se solda par un échec. En août 1304, István fut l'un des barons qui signèrent le traité de Pressburg entre Charles I et Rudolf III, Duc d'Autriche et de Styrie, contre Vaclav III.
István meurt entre 1307 et 1309. Ses fils, Márk II et Petér III, assistèrent au second couronnement de Charles Ier, le 15 juin 1309, perpétuant la ligne politique de leur père.